# Zabójczy styl
Zabójczy styl (hindi Tashan) to bollywoodzki film akcji z wątkiem miłosnym, debiut reżyserski scenarzysty filmów Guru i Dhoom - Vijaya Krishny Acharyi. W rolach głównych Akshay Kumar, Saif Ali Khan, Kareena Kapoor i Anil Kapoor. Film opowiada o miłości przeplatanej kradzieżami, ucieczkami i pogoniami.
Zdjęcia do filmu kręcone były w indyjskim stanie Kerala, w Haridwar nad Gangesem, w Mumbaju, w Ladakh, Radżastanie i w Grecji (Nauplion, wyspa Milos).
Film wyprodukowali Yash Chopra i jego syn Aditya Chopra. Do współpracy z nimi aktorzy powrócili po latach: Akshay Kumar grał w filmach produkcji Chopry Yeh Dillagi (1994) i Serce jest szalone (1997), Kareena Kapoor w Czy chcesz być moim przyjacielem? (2002), a Anil Kapoor 16 lat wcześniej - w Lamhe (1992).

## Fabuła
Jimmy Cliff, zanglizowany Hindus Jeetender (Saif Ali Khan) robi karierę w wielkiej firmie telekomunikacyjnej dodatkowo dorabiając nauką angielskiego. Resztę czasu spędza na podrywaniu kolejnych dziewczyn. Jego życie zmienia się jednak, gdy pewnego dnia w strugach deszczu wyłania się przed nim ta jedna jedyna: Pooja (Kareena Kapoor). Jimmy skwapliwie zgadza się uczyć angielskiego jej szefa Lakhana Singha (Anil Kapoor). Byle tylko być jak najbliżej Pooji. Urzeczony nią, oburzony jej losem, zależnością od szefa, koniecznością spłacenia mu rodzinnych długów, wymuszaniem na niej małżeństwa. Ujęty urodą dziewczyny, wzruszony jej nieszczęściem, nie wyobrażając sobie jej ślubu z kimś innym, Jimmy postanawia zdobyć dla niej pieniądze. Najłatwiej okraść kogoś, kto nam ufa. Oboje okradają więc szefa Pooji. Do żywego dotknięty zdradą Lakhan Singh zrzuca maskę nieporadnie kaleczącego angielski dobrodusznego dziwaka. Okazuje się groźnym gangsterem zwanym jako Bhaiyyaji. Przerażony Jimmy, pełen obaw o Pooję, biegnie na umówione spotkanie. Wstrząśnięty odkrywa, że Pooja znikła. A wraz z nią pieniądze. Został po niej tylko na lustrze napis: „flirtuję, nabieram, oszukuję"...

## Obsada
- Akshay Kumar – Bachchan Pandey
- Saif Ali Khan – Jeetender 'Jimmy Cliff' Kumar Makhwana
- Kareena Kapoor – Pooja 'Guddiya' Singh
- Anil Kapoor – Lakhan Singh urf Bhaiyyaji
- Ibrahim Ali Khan – mały Jeetender
- Sanjay Mishra
- Manoj Pahwa
- Yashpal Sharma

## Muzyka i piosenki
Vishal-Shekhar, Muzykę do filmu stworzył duet Vishal-Shekhar, autorzy muzyki do takich filmów jak Om Shanti Om, Cash, I See You, Szalona przyjaźń, Taxi Number 9211, Zinda, Mistrz blefu, Ek Ajnabee, Mój brat Nikhil, Home Delivery: Aapko... Ghar Tak, Dus i Shabd.
| Piosenkę                 | śpiewa(ją)                                        |      | Uwagi                                                                            |
| ------------------------ | ------------------------------------------------- | ---- | -------------------------------------------------------------------------------- |
| Dil Haara                | Sukhwinder Singh                                  | 5:47 | na ekranie Saif Ali Khan & Kareena Kapoor (tekst: Piyush Mishra)                 |
| Pooja Ka Tashan          | Kareena Kapoor                                    | 0:16 | na ekranie Kareena Kapoor                                                        |
| Chhaliya                 | Sunidhi Chauhan & Piyush Mishra                   | 4:43 | Picturised on Kareena Kapoor (tekst: Anvita Dutt Guptan)                         |
| Jimmy Ka Tashan          | Saif Ali Khan                                     | 0:16 | na ekranie Saif Ali Khan                                                         |
| Dil Dance Maare          | Udit Narayan, Sukhwinder Singh, & Sunidhi Chauhan | 5:21 | na ekranie Akshay Kumar, Saif Ali Khan & Kareena Kapoor (Lyrics: Vishal Dadlani) |
| Bachchan Pande Ka Tashan | Akshay Kumar                                      | 0:16 | na ekranie Akshay Kumar                                                          |
| Falak Tak                | Udit Narayan & Mahalaxmi Iyer                     | 5:52 | na ekranie Akshay Kumar & Kareena Kapoor (Lyrics: Kausar Munir)                  |
| Bhaiyyaji Ka Tashan      | Anil Kapoor                                       | 0:16 | na ekranieAnil Kapoor                                                            |
| Tashan Mein              | Vishal Dadlani & Saleem                           | 5:06 | (Lyrics: Piyush Mishra & Vishal Dadlani)                                         |